# Jesse Alto
Jeese Michael Alto (ur. 1 stycznia 1927, zm. 3 maja 1998) – amerykański pokerzysta, który kilkakrotnie docierał do stołu finałowego World Series of Poker Main Event.
Nigdy nie udało mu się wygrać bransoletki, jednak 10 razy docierał do płatnych miejsc.
Po raz pierwszy na stole finałowym zagrał w 1976, kiedy zakończył grę na drugim miejscu za Doyle Brunsonem (był to jego najlepszy występ). W finałowym rozdaniu turnieju jego A♣ J♥ zmierzyło się z 10♠ 2♠ Brunsona. Na flopie pojawiły się A♥ J♠ 10♥, dzięki którym Alto miał dwie pary, a jego przeciwnik parę. Alto postawił zakład równy wysokości puli, na co Brunson, mający więcej żetonów, zagrał all-in i został sprawdzony. Na turnie i riverze pojawiły się odpowiednio 2♣ oraz 10♦, co dało Brunsonowi fulla.
Alto zagrał również na stole finałowym turnieju głównego w następujących latach: 1978, 1984, 1985, 1986 oraz 1988.
Jego wygrane w turniejach przekroczyły $430,000.